# Пембрук (замок)
Замок Пембрук (англ. Pembroke Castle) — средневековый замок, расположенный в городе Пембрук, графстве Пембрукшир на юго-западе Уэльса.
Первым оборонительным сооружением на территории замка было мотт и бейли, построенное в 1093 году Роджером Монтгомери. В 1094 году во время массового восстания валлийцев в юго-западном Уэльсе, замок остался единственной базой нормандцев в тех землях. В 1138 году замок стал собственностью Гилберта де Клера, первым возведенного в графский титул Пембрук. В 1189 году Уильям Маршал, женившись на дочери Ричарда Стронгбоу — Изабелле де Клер и приняв её владения, получил восстановленный титул графа Пембрук и начал строительство каменного замка. Пембрук сохранял своё военное значение до семинедельной осады войсками Парламента в 1648 году, когда он пал. Несмотря на работы по реконструкции в 1880—1883 годах, оставался в разрушенном состоянии до 1928 года, когда ветеран Первой мировой войны сэр Ивор Филиппс начал восстановление ворот, стен и башен замка. После смерти последнего замок перешел во владение трастового фонда, совместно управляемого семейством Филиппс и городским советом Пембрука. В настоящее время — крупнейший частный замок Уэльса.